# گاشربروم ۲
گاشربروم ۲ (به انگلیسی: Gasherbrum II) که با نام کِی۴ نیز شناخته می‌شود، سیزدهمین کوه مرتفع در سطح خشکی‌های زمین است که در منطقهٔ سکردو از ایالت بلتستان کشور پاکستان واقع شده و در نزدیکی مرز چین قرار دارد. این کوه بر روی رشته کوه گاشربروم‌ و در کنار گاشربروم ۱ قرار گرفته است.

## کوهنوردی

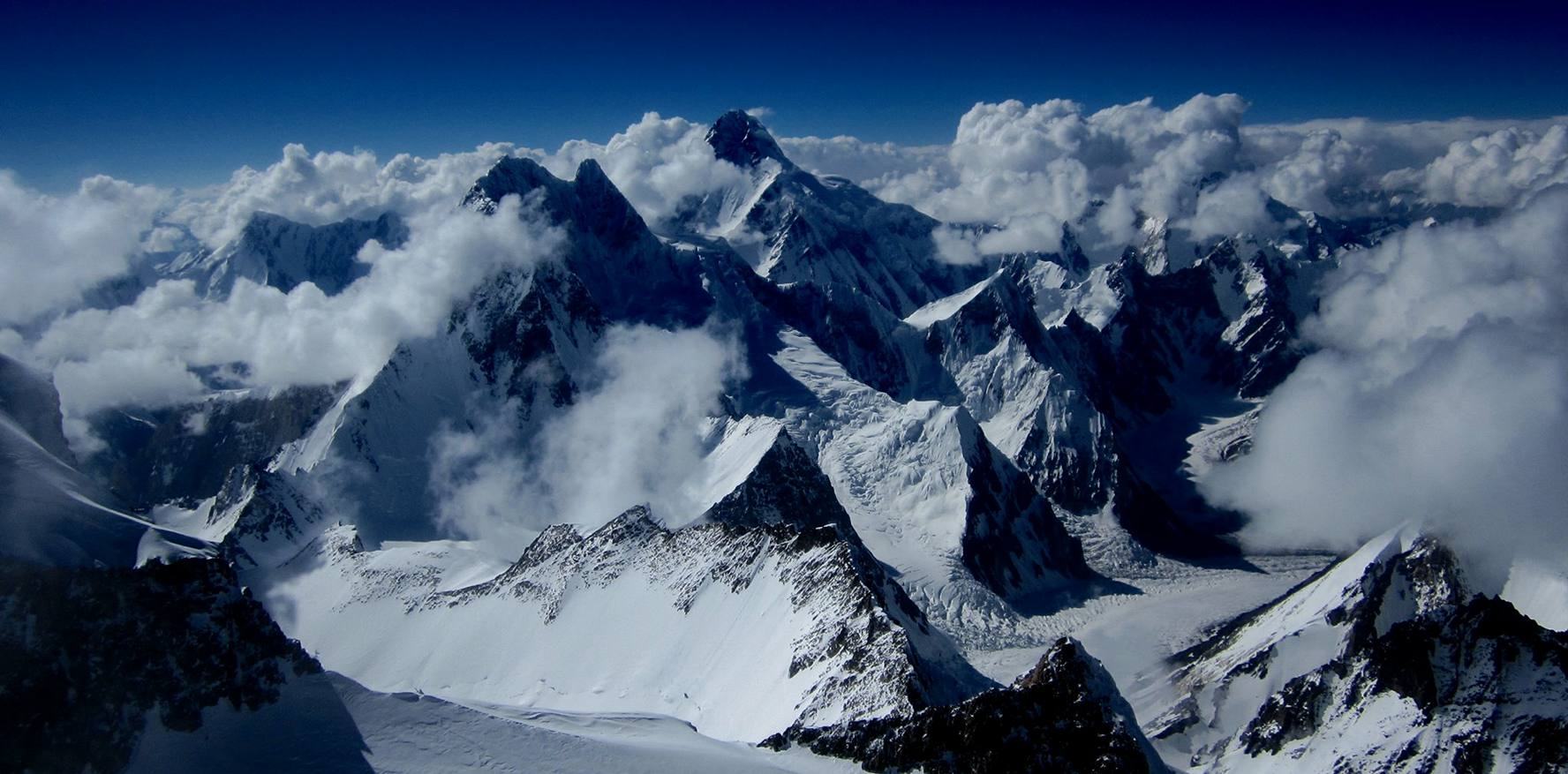
نمایی از بالای گاشربروم 2

مسیر رایج صعود به این قلّه، جبههٔ جنوب غربی آن است که نسبتاً کم خطرتر می‌باشد. برنامه‌ای برای صعود با مدت‌زمان ۷ تا ۸ هفته به‌همراه اخذ مجوزهای مورد نیاز، برای هر صعودکننده در حدود ۷۵۰۰ دلار هزینه دارد.
گاشربروم ۲ را نخستین بار یک گروه اتریشی با همراهی یوزف لارش، فیتز موراوج و هانس ویلنپارت در تاریخ ۷ ژوئیهٔ سال ۱۹۵۶ میلادی صعود کرد.

امروزه گاشربروم ۲ به‌عنوان راحتترین ۸٬۰۰۰ متری قراقروم و یکی از پرطرفدارترین کوه‌های ۸٬۰۰۰  متری زمین می‌باشد و پس از اورست و چو ایو دارای بیشترین تعداد صعودهاست.
در سال ۱۹۸۲ گاشربروم ۲ سه قربانی گرفت. یکی از این افراد کوهنورد اطریشی نوربرت ولف بود که  جسد وی توسط رینولد مسنر و دو کوهنورد پاکستانی پیدا شد. اما آن‌ها بی‌تفاوت از کنار وی گذشتند. این کار مسنر موجب شد تا مقالات زیادی علیه وی چاپ شوند و او را کوهنوردی بخوانند که با گذشتن از روی جسد دیگران، پا بر فراز قلل می‌نهد. دو سال بعد، زمانی که مسنر به‌همراه کمرلندر برای تراورس گاشربرومها به آنجا رسید، زمان زیادی را برای دفن نوربرت ولف صرف نمود. جالب آنکه تا آن روز کوهنوردان بسیاری نیز همانند مسنر و دو پاکستانی، از کنار جسد ولف بی‌تفاوت گذشته بودند.

## صعودکنندگان
- گاشربروم ۲ در سال ۱۹۹۷ توسط تیم ملی کوهنوردی ایران فتح شد. رسول نقوی، محمد حسن نجاریان و حمید رضا اولنج فاتحان این قلّه بودند.
- عظیم قیچی‌ساز، لیلا اسفندیاری، محمود هاشمی، حسین مقدم، مهیار مصطفوی نیز این قله را در سال ۱۳۹۰ صعود کردند.
- افسانه حسامی فرد در جمعه ۳۰ تیر ۱۴۰۲ به یاد لیلا اسفندیاری موفق به صعود این قله شد.

## حادثه کوهنورد ایرانی در گاشربروم
لیلا اسفندیاری کوهنورد ایرانی در روز ۳۱ تیر سال ۱۳۹۰ پس از صعود به این قلّه به‌علت سقوط در کوهستان جان خود را از دست داد.

## لیست اسامی کوهنوردانی که در گاشربروم ۲ درگذشته‌اند
| #  |  | نام                   | تاریخ            | کشور    |
| -- |  | --------------------- | ---------------- | ------- |
| ۱  |  | لیلا اسفندیاری        | ۲۲ ژوئیه ۲۰۱۱    | ایران   |
| ۲  |  | Luis María B          | ۲۱ ژوئیه ۲۰۰۹    | اسپانیا |
| ۳  |  | Ernst-Robert Zauner   | ۱۸ ژوئیه ۲۰۰۷    | المان   |
| ۴  |  | Arne Heckele          | ۱۸ ژوئیه ۲۰۰۷    | المان   |
| ۵  |  | Ulrike Gschwandtner   | ۳ ژوئیه ۲۰۰۷     | اتریش   |
| ۶  |  | Jean-François Bassine | ۲۰ ژوئیه ۲۰۰۱    | بلژیک   |
| ۷  |  | Felix Iñurrategui     | ۲۸ ژوئیه ۲۰۰۰    | اسپانیا |
| ۸  |  | Antton Ibarguren      | ۱۳ ژوئیه ۱۹۸۹    | اسپانیا |
| ۹  |  | Gary Silver           | ۹ ژوئیه ۱۹۸۸     | آمریکا  |
| ۱۰ |  | Michel Basson         | ۶ ژوئیه ۱۹۸۸     | فرانسه  |
| ۱۱ |  | Henri Albet           | ۲۵ ژوئن ۱۹۸۸     | فرانسه  |
| ۱۲ |  | Jean-Pierre Hefti     | ۲۹ ژوئن ۱۹۸۷     | سویس    |
| ۱۳ |  | Carlos Rabago         | ۱۲ ژوئیه ۱۹۸۶    | اسپانیا |
| ۱۴ |  | Pierre Bouygues       | ۱۱ ژوئیه ۱۹۸۵    | فرانسه  |
| ۱۵ |  | Toru Nakano           | ۲۴ ژوئن ۱۹۸۵     | ژاپن    |
| ۱۶ |  | Norbert Wolf          | اواسط ژوئیه ۱۹۸۲ | اتریش   |
| ۱۷ |  | Gerhard Gruner        | اواسط ژوئیه ۱۹۸۲ | المان   |
| ۱۸ |  | Glenn Brindeiro       | ۲ ژوئیه ۱۹۸۲     | آمریکا  |
| ۱۹ |  | Osamu Matsuura        | ۱ ژوئن ۱۹۷۶      | ژاپن    |
| ۲۰ |  | Yoshinori Hiramatsu   | ۲۷ مه ۱۹۷۶       | ژاپن    |
| ۲۱ |  | Yoshinori Hiramatsu   | ۲۷ مه ۱۹۷۶       | ژاپن    |
| ۲۲ |  | Bernard Villaret      | اواخر ژوئن ۱۹۷۵  | فرانسه  |
|    |  |                       |                  |         |